# یواس‌اس ال‌اس‌تی-۷۹۴
یواس‌اس ال‌اس‌تی-۷۹۴ (به انگلیسی: USS LST-794) یک کشتی بود که طول آن ۳۲۸ فوت (۱۰۰ متر) بود. این کشتی در سال ۱۹۴۴ ساخته شد.